# Major Pál (színművész)
Major Pál (Vásárosnamény, 1927. november 19. – Kecskemét, 1985. március 31.) magyar színész, érdemes művész.

## Életpályája
Vásárosnaményban született 1927. november 19-én. Pályáját amatőrként kezdte, 1947-től egy vándorszíntársulathoz szerződött. Játszott többek között Hajdúnánáson, Hajdúböszörményben, Körmenden, Mosonmagyaróváron. 1948–49-ben letette a Magyar Színészek Szakszervezetének minősítő vizsgáját, majd Győrben, Horváth Gyula társulatában szerepelt. Rövid ideig statisztált az Operaházban és epizodista volt a Belvárosi Színházban. 1953-tól a debreceni Csokonai Színház színművésze volt. 1960-tól 1985-ig, haláláig a kecskeméti Katona József Színház tagja volt. 1985-ben érdemes művész díjat kapott.

## Fontosabb színházi szerepei
- Makszim Gorkij: Éjjeli menedékhely... Aljoska
- Makszim Gorkij: Az utolsó nemzedék... Alexander
- Molière: Úrhatnám polgár... Jourdain úr, polgár
- William Shakespeare: Sok hűhó semmiért... János gróf, Don Pedro törvénytelen öccse
- William Shakespeare: Hamlet... Guildenstern
- William Shakespeare: A makrancos hölgy... Gremio, Bianca kérője
- Tévedések vígjátéka... Baltazár
- William Shakespeare: Romeo és Júlia... Tybalt; Baltazár
- William Shakespeare: Coriolanus... Sicinius Velutus, néptribun
- William Shakespeare: Pericles... Antiochus, Cleon, Simonides, Cerimon
- William Shakespeare: Téli rege... Juhász
- William Shakespeare: János király... Essex gróf
- Niccolò Machiavelli: Mandragóra... Fráter Timoteusz; Siro, Callimaco szolgája
- Carlo Goldoni: A chioggiai csetepaté... Fortunato, halászmester
- Carlo Goldoni: Két úr szolgája... Lombardi doktor
- Pedro Calderón de la Barca: Két szék közt a pad alatt... Don Felix
- Pierre-Augustin Caron de Beaumarchais: A sevillai borbély... Figaro
- Friedrich Schiller: Ármány és szerelem... Von Walter; Von Kalb; Lady komornyikja
- ifj. Dumas: A kaméliás hölgy... az öreg Duval
- Jean Anouilh: Becket, vagy Isten becsülete... Gilbert Folliot, London püspöke
- Ion Luca Caragiale: Zűrzavaros éjszaka... Rica Venturiano
- Lope de Vega: A hős falu... Barrildo esküdt
- Nâzım Hikmet: Legenda a szerelemről... Kikiáltó
- Anton Pavlovics Csehov: Lakodalom... Iván Mihajlovics Jaty, távírász
- Nyikolaj Vasziljevics Gogol: Házasság (Háztűznéző)... Zsovakin, tengerész
- Fjodor Mihajlovics Dosztojevszkij: A félkegyelmű... Ivolgin tábornok
- Bertolt Brecht: Koldusopera... Leprás Mátyás
- Eugene O’Neill: Vágy a szilfák alatt... Peter, Cabot Ephraim fia
- Arthur Miller: A salemi boszorkányok... Giles Corey
- Tennessee Williams: A vágy villamosa... Steve
- John Millington Synge: A nyugati világ bajnoka... Mahon, Christopher apja
- Pierre-Aristide Bréal: Tíz kiló arany... Léon, a gazda
- Neil Simon: Furcsa pár... Felix Unger
- Eugène Labiche: Olasz szalmakalap... Beauperthuis
- Georges Feydeau: Osztrigás Mici... Montgicourt, orvos
- Seán O’Casey: Hajnali komédia... Daniel Halibut
- Csokonai Vitéz Mihály: A' özvegy Karnyóné 's az két szeleburdiak... Tipptopp
- Kisfaludy Károly: Csalódások... Kényessy báró
- Vörösmarty Mihály: Csongor és Tünde... Berreh
- Madách Imre: Az ember tragédiája... Második demagóg; Robespierre; Első koldus; Luther
- Katona József: Bánk bán... Biberach, egy lézengő ritter; Simon bán
- Katona József: Ziska vagyis a husziták első pártütése Csehországban... Vencel
- Csiky Gergely: Mukányi... Darnay, főispán
- Szigligeti Ede: Liliomfi... Kányai, fogadós
- Móricz Zsigmond: Légy jó mindhalálig... Lisznyai úr
- Bródy Sándor: A tanítónő... Cigányprímás
- Molnár Ferenc: Játék a kastélyban... Titkár
- Molnár Ferenc: Liliom... Linzmann
- Barta Lajos: Szerelem... Szalay
- Illyés Gyula: Tűvé-tevők... Örömapa
- Tabi László – Erdődy János – Szigligeti Ede: Párizsi vendég... Bandi
- Darvas József: Hajnali tűz... Bencsik Imre
- Nyíri Tibor: Húsosfazék... Lapu Oszkár
- Tamási Áron: Boldog nyárfalevél... Dobola Paskál, havadi kántor
- Méliusz József: Hamiskártyások... Steriade
- Gyárfás Miklós: Kényszerleszállás... A három Kovács
- Mesterházi Lajos: A tizenegyedik parancsolat... Feri
- Mesterházi Lajos: Pesti emberek... Deske
- Gyurkovics Tibor: Magyar menyasszony... Lázár - Don Lazaro
- Sarkadi Imre: Elveszett paradicsom... Gábor
- Sós György: Köznapi legenda... Dr. Tóth ügyész
- Páskándi Géza: Vendégség... Blandrata György
- Páskándi Géza: A rejtekhely... Guillotine
- Békés Pál: A kétbalkezes varázsló... Nagy Rododendron; Első Badar király
- H. Márjás Magda: Örökösök... Dr. Sánta
- H. Márjás Magda: Nyiss ajtót, ha kopogtatnak... Kevi Zsiga
- Franz von Suppé: Huncut asszonyok (Boccaccio)... Leonetto, diák
- Leo Fall: Pompadour... Maurepas, rendőrfőnök
- Dale Wasserman – Mitch Leigh – Joe Darion: La Mancha lovagja... A fogadós - Kormányzó
- Kálmán Imre: Marica grófnő... Jancsi, cigányprímás
- Huszka Jenő: Mária főhadnagy... Zwickli Tóbiás

## Filmek, tv
- Kis Katalin házassága (1950)
- Pesti háztetők (1962)
- Köznapi legenda (színházi előadás Tv-felvétele, 1966)
- Rózsa Sándor (1971)
- Shakespeare: Troilus és Cressida (színházi előadás Tv-felvétele, 1974)
- A járvány (1976)... Evangélikus pap
- Kísértet Lublón (1976)
- Kántor

- Az ellopott vonat című rész (1976)
- 6-os számú kórterem (1977)
- A kard (1977)... Osztályvezető
- Késői nyár (1977)
- Bovári úr (1977)... Tanár
- A kétfenekű dob (1977)
- Dübörgő csend (1978)
- Mire a levelek lehullanak... (1978)
- Napforduló (1979)
- Vasárnapi szülők (1979)... Víkendház tulajdonos
- Ki beszél itt szerelemről? (1979)... A kollégium gondnoka
- Valahol Oroszországban (1982)
- Fazekak (1982)
- Liszt Ferenc (sorozat)

- Van-e hangod a beteg hazának... című rész (1982)
- Bástyasétány hetvennégy (1984)